# Clase King George V (1911)
La clase King George V fue una serie de cuatro acorazados de la Marina Real Británica, terminados antes del inicio de la Primera Guerra Mundial. La clase King George V es inmediatamente posterior a la clase Orion.

## Diseño

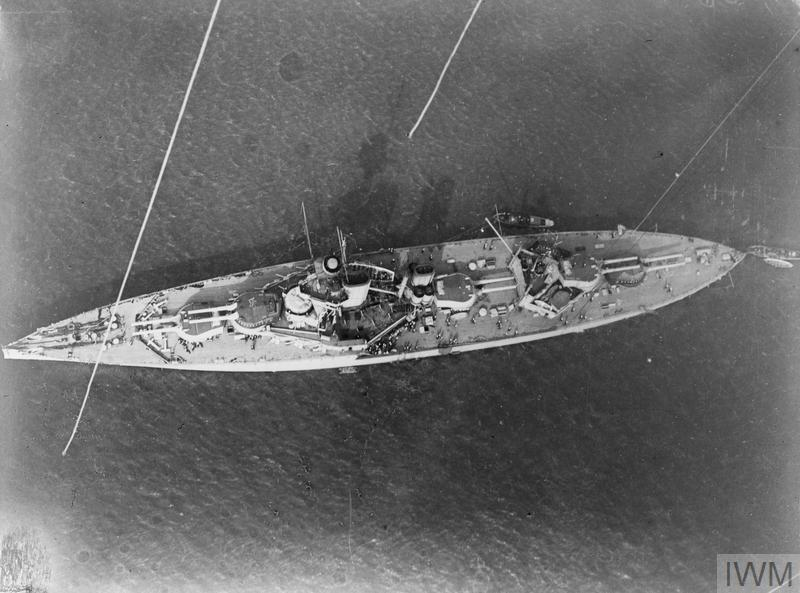
Acorazado HMS Prince of Wales en 1917

Tenían un tonelaje levemente más grande que la clase Orion; el tonelaje adicional permitió hacer algunos realces pequeños que fueron incorporados en el diseño. Eran visualmente muy difíciles de distinguir de la clase Orion. 
Utilizaron la misma artillería de 343 mm MarK V. Su armamento secundario fue cambiado para mejorar la distribución del fuego. 
La protección fue redistribuida levemente y estaba mejorada. La protección subacuática también fue mejorada, aunque estos cambios no impidieron que el HMS Audacious fuera hundido por una mina alemana en 1914.
Había revisiones leves a la superestructura y a los mástiles. Su central eléctrica fue pensada para dar una velocidad de un nudo más que los barcos de la clase Orion. 
Totalmente eran de un diseño acertado, aunque fueron recibidos sin entusiasmo particular por el público y la armada. Habían sido promovidos sustancialmente como gran avance sobre la clase Orion. Particularmente, se esperaba que llevasen las armas de 150 mm para el armamento secundario.

## Servicio
Después del final de la Primera Guerra Mundial, las naves restantes fueron desarmadas en los años 1926-1927, para permitir que bajo el Tratado Naval de Washington los dos acorazados de la nueva clase Nelson entraran en servicio.

## Barcos
- HMS King George V

Construido: HM Dockyard, Portsmouth
Puesto en grada: 16 de enero de 1911
Botado: 9 de octubre de 1911
Completado: noviembre de 1912
Operaciones: Batalla de Jutlandia
Destino: Desarmado en 1919 y desechado en 1926
- HMS Centurion

Construido: HM Dockyard, Devonport
Puesto en grada: 16 de enero de 1911
Botado: 18 de noviembre de 1911
Completado: mayo de 1913
Operaciones: Batalla de Jutlandia, Operación Neptuno
Destino: convertido en nave blanco 1927 Convertido en buque trampa 1941/42. Hundido como rompeolas en junio de 1944
- HMS Audacious

Construido: Cammell Laird
Puesto en grada: marzo de 1911
Botado: 14 de septiembre de 1912
Asignado: agosto de 1913
Operaciones:
Destino: Hundido por una mina en el Norte de Irlanda, el 27 de octubre de 1914.
- HMS Ajax

Construido: Scott's at Greenock
Puesto en grada: 27 de febrero de 1911
Botado: 21 de marzo de 1912
Asignado: 31 de octubre de 1913
Operaciones: Batalla de Jutlandia
Destino: Desarmado en 1924 y vendido para el desecho el 9 de noviembre de 1926